# Chororapithecus
 Chororapithecus  ist eine ausgestorbene Gattung der Menschenaffen aus dem Miozän, deren Fossilien zwischen 2005 und 2007 im Gebiet des Großen Afrikanischen Grabenbruchs in der Afar-Region in Äthiopien ausgegraben wurden. Chororapithecus wurde von seinen Entdeckern als „überzeugender Kandidat für eine Mitgliedschaft im Taxon der modernen Gorillas“ bezeichnet, das heißt, als der älteste derzeit bekannte Vorfahre der Gorillas.

## Namensgebung
Chororapithecus ist ein Kunstwort. Die Bezeichnung der Gattung ist abgeleitet von der Chorora-Formation, aus der das Fossil geborgen wurde, sowie vom griechischen Wort πίθηκος (altgriechisch ausgesprochen píthēkos: „Affe“). Das Epitheton der bislang einzigen wissenschaftlich beschriebenen Art, Chororapithecus abyssinicus, verweist auf Abessinien, den früheren Landesnamen von Äthiopien. Die Bezeichnung der Art Chororapithecus abyssinicus bedeutet demnach sinngemäß „äthiopischer [abessinischer] Chorora-Affe“.

## Erstbeschreibung
Holotypus der Gattung und zugleich der Typusart Chororapithecus abyssinicus ist ein rechter oberer Molar (M2) mit der Inventarbezeichnung CHO-BT 4, der im August 2007 in der Fachzeitschrift Nature erstmals wissenschaftlich beschrieben wurde. Ergänzend wurden in der Erstbeschreibung der neuen Gattung und Art ein Eckzahn und weitere sieben Molaren herangezogen, darunter zwei Bruchstücke. Diese Zähne weisen eine dem modernen Westlichen Gorilla (Gorilla gorilla) vergleichbare Größe und weitere Merkmale besonders der Kauflächen auf, die als Verwandtschaft mit den Gorillas interpretiert werden können. Die Zähne stammen von mindestens drei, möglicherweise aber auch von sechs oder mehr Individuen.
Als weniger wahrscheinlich, aber nicht völlig ausgeschlossen, bezeichnen die Erstbeschreiber der japanisch-äthiopischen Forschergruppe, dass Chororapithecus eine unabhängige Parallelentwicklung zu den Gorillas durchlaufen habe oder ein Seitenast in der Stammesgeschichte dieser rezenten Arten sei.

## Verwandtschaftliche Einordnung und Datierung
Aufgrund der Zahnbefunde wurde die Gattung der Überfamilie der Menschenartigen (Hominoidea) zugeordnet. Die relativ dicke Schmelzschicht der aufgefundenen Zähne wird als Anzeichen einer ausgeprägt herbivoren Lebensweise gedeutet. Dies passt – der Erstbeschreibung zufolge – zu anderen Fossilfunden in den Chorora-Schichten, in denen zahlreiche frühe Verwandte unserer Pferde (Hipparion-Arten) gefunden wurden, deren Zähne ebenfalls auf eine harte, kieselsäure-haltige Nahrung hinweisen, wie sie heute beispielsweise in locker bewaldeten Savannen anzutreffen ist.
Bis zu diesen Funden war die Trennung der Abstammungslinien von Gorilla und Mensch anhand von Schätzungen zur Häufigkeit von Mutationen („Molekulare Uhr“) auf die Zeit vor ungefähr acht Millionen Jahren datiert worden. Aus den Fundumständen von Chororapithecus wurde im Jahr 2007 aber abgeleitet, dass diese Trennung erheblich früher stattgefunden habe; Erstbeschreiber Gen Suwo von der Universität Tokyo berichtete seinerzeit in Nature, dass die Trennung frühestens vor 10 bis 11 Millionen Jahren stattgefunden habe. Gestützt wurde diese Datierung auf Studien aus den 1970er-Jahren zum Alter der Chorora-Formation. Im Jahr 2016 wurde dann aber – ebenfalls in Nature – eine Korrektur des Alters der Chorora-Formation publiziert, der zufolge ihr Alter rund 9 bis 7 Millionen Jahren vor heute beträgt und die Chororapithecus-Fossilien rund 8 Millionen Jahre alt sind.
Primaten-Gattungen von ähnlichem erdgeschichtlichen Alter sind Dryopithecus, Nakalipithecus, Oreopithecus und Pliopithecus.

## Belege
1. ↑  Gen Suwa, Reiko T. Kono, Shigehiro Katoh, Berhane Asfaw, Yonas Beyene: A new species of great ape from the late Miocene epoch in Ethiopia. In: Nature. Band 448, 2007, S. 921–924, doi:10.1038/nature06113.
2. ↑  Der Name dieser geologischen Formation ist abgeleitet vom Dorf Chorora, das ungefähr acht Kilometer südlich der als Beticha locality benannten Fundstelle liegt.
3. ↑  New Scientist. Band 195, 25. August 2007, S. 12.
4. ↑  wörtlich: „greater than 10 to 11 million years ago“; zitiert in: Rex Dalton: Oldest gorilla ages our joint ancestor. In: Nature. Band 448, 2007, S. 844–845, doi:10.1038/448844a
5. ↑  Shigehiro Katoh et al.: New geological and palaeontological age constraint for the gorilla–human lineage split. In: Nature. Band 530, Nr. 7589, 2016, S. 215–218, doi:10.1038/nature16510
 Fossil analysis pushes back human split from other primates by 2 million years. Auf: eurekalert.org vom 16. Februar 2016